# YOG–42
El USS YOG-42 fue una barcaza de transporte de gasolina construida por Concrete Ship Constructors, en National City, California. Fue botada el 23 de marzo de 1943. Adquirida por la Armada de los Estados Unidos el 23 de mayo de 1943. Fue asignado al Teatro de Guerra de Asia y el Pacífico y sobrevivió a la guerra. Redesignado como YOGN-42 en mayo de 1946, fue eliminada del Registro Naval el 15 de agosto de 1949. En algún momento del año siguiente, fue varado intencionalmente en la costa norte de Lanai en las islas hawaianas.

## Hundimiento

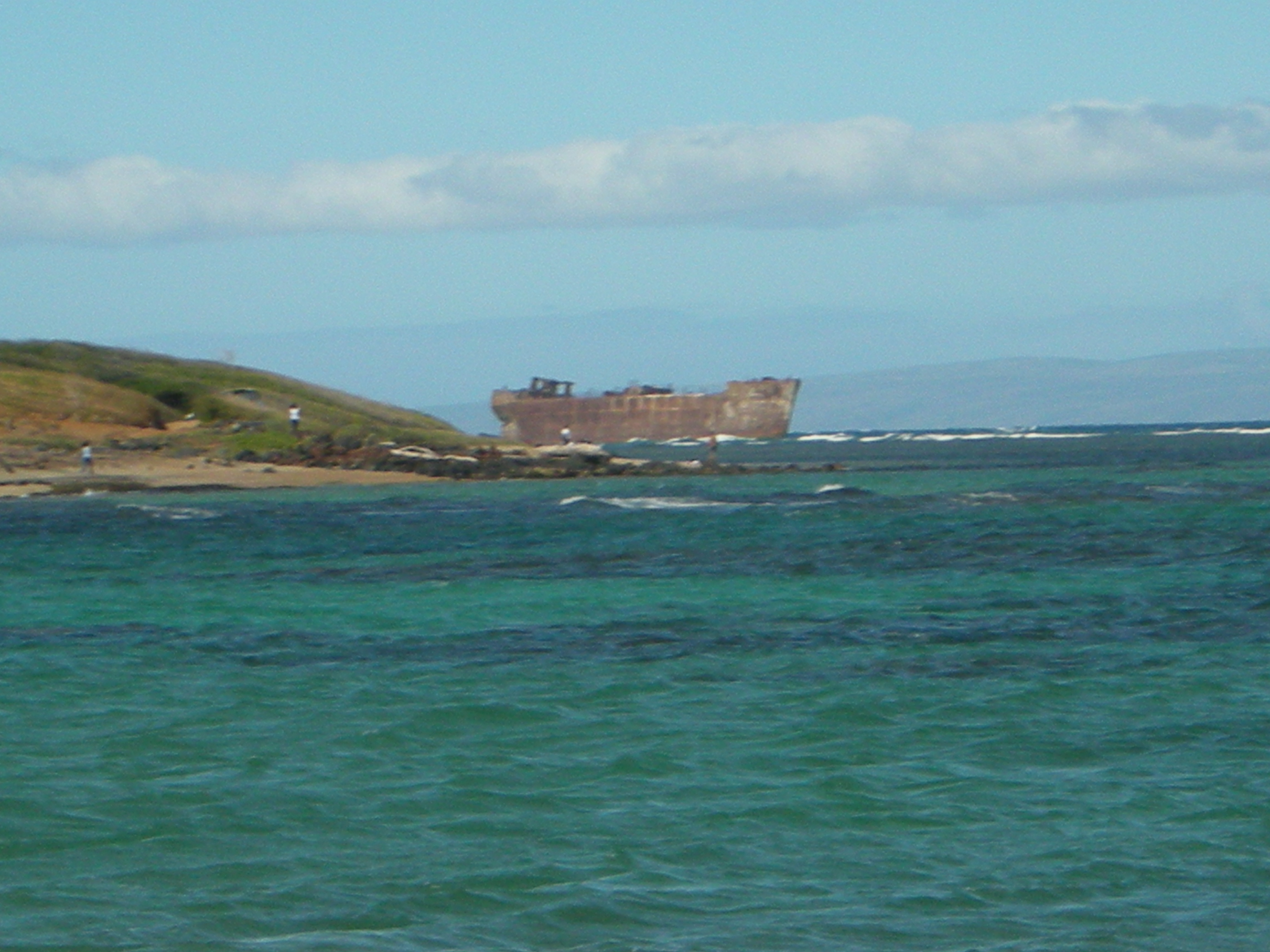
El pecio del USS YOGN-42 en el año 2006.

Redesignado como YOGN-42 en mayo de 1946, fue eliminado del Registro Naval el 15 de agosto de 1949. En algún momento del año siguiente, fue varado intencionalmente en la costa norte de Lanai en las islas hawaianas, donde se la puede ver hasta el día de hoy.
La Marina de los Estados Unidos ha recomendado que los restos del pecio del YOGN-42 tengan estatus de protección en el Registro Nacional de Lugares Históricos para su preservación cultural como atracción turística de Lanai.